# Barrdraba
Barrdraba (Draba aizoides) är en korsblommig växtart som beskrevs av Carl von Linné. Enligt Catalogue of Life ingår Barrdraba i släktet drabor och familjen korsblommiga växter, men enligt Dyntaxa är tillhörigheten istället släktet drabor och familjen korsblommiga växter. Arten förekommer tillfälligt i Sverige, men reproducerar sig inte.

## Underarter
Arten delas in i följande underarter:
- D. a. aizoides
- D. a. beckeri

## Bildgalleri

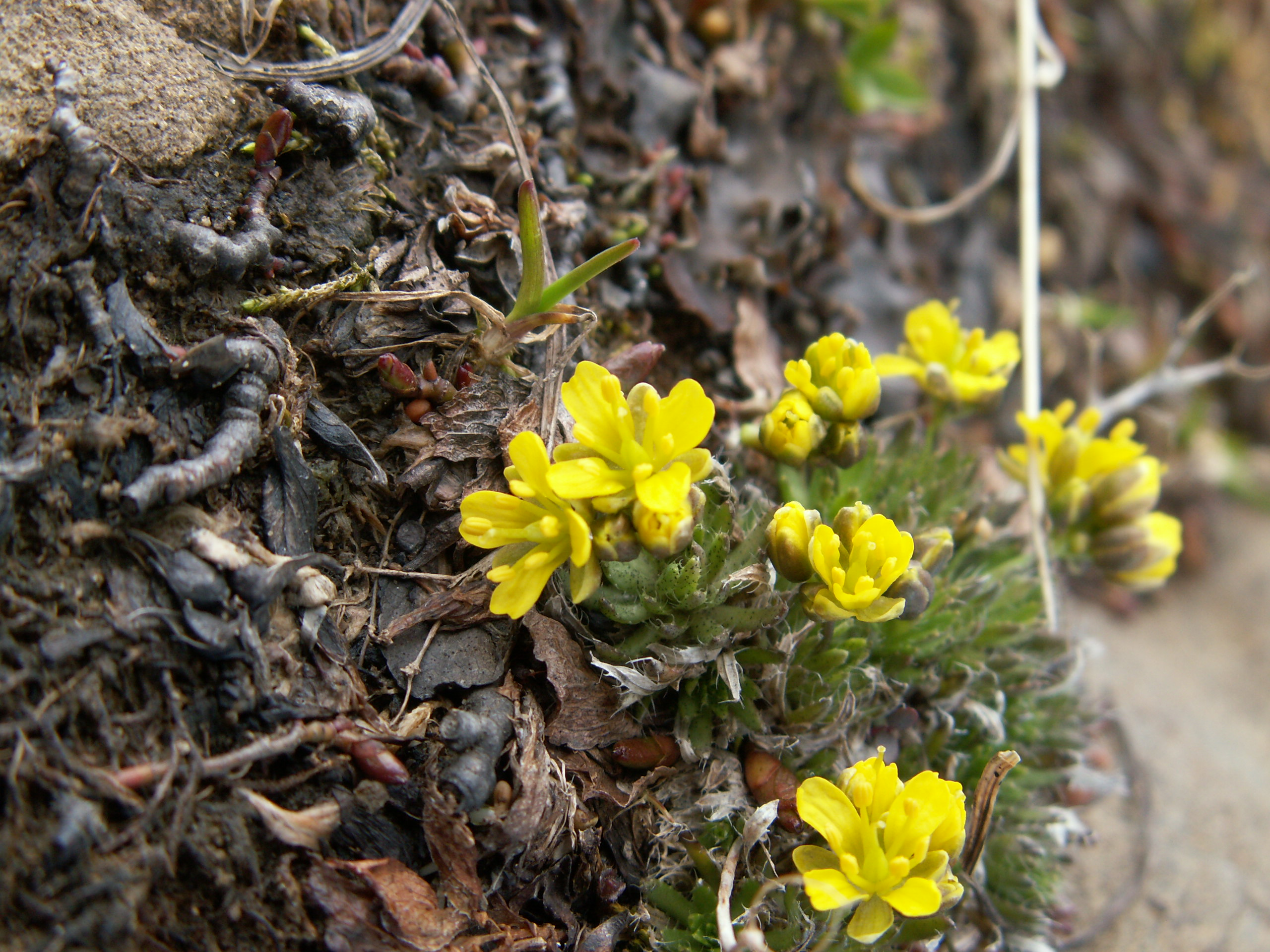
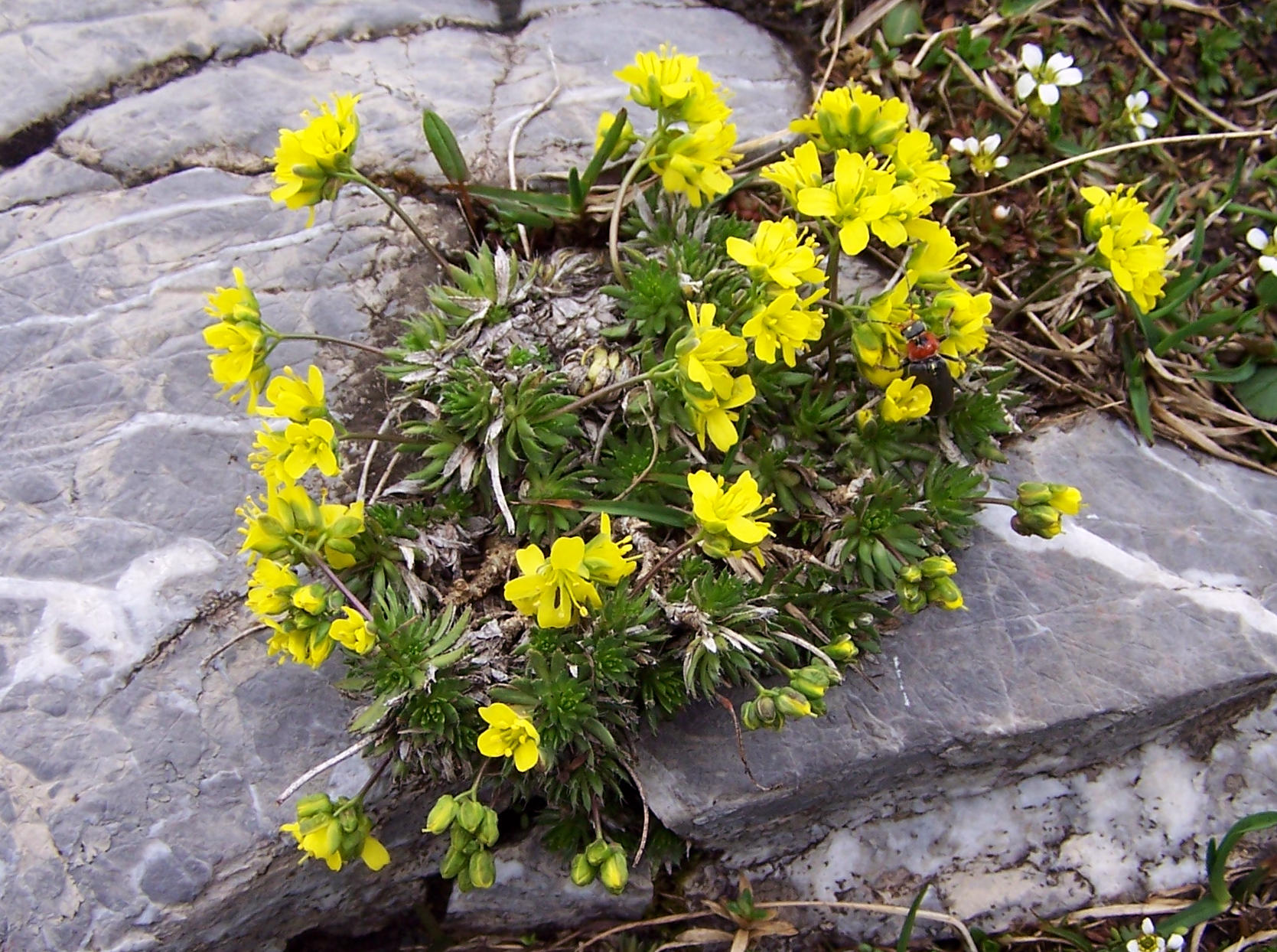
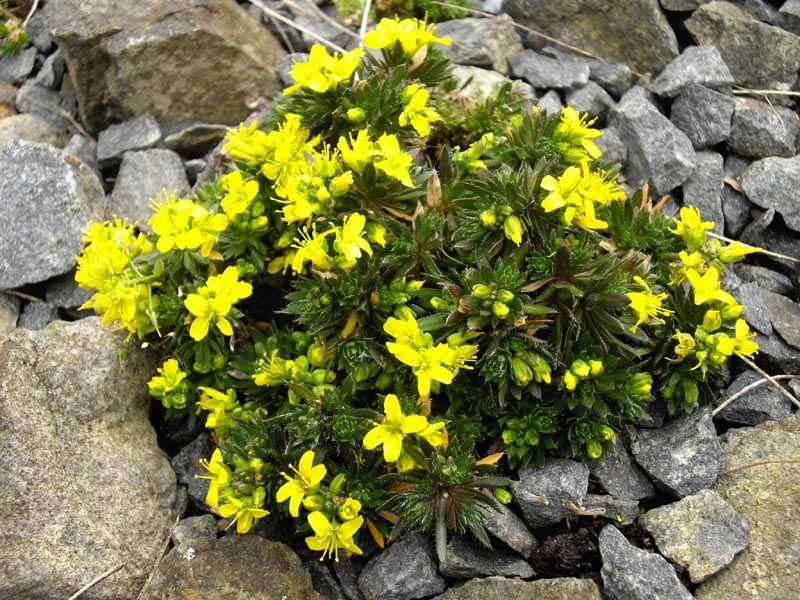
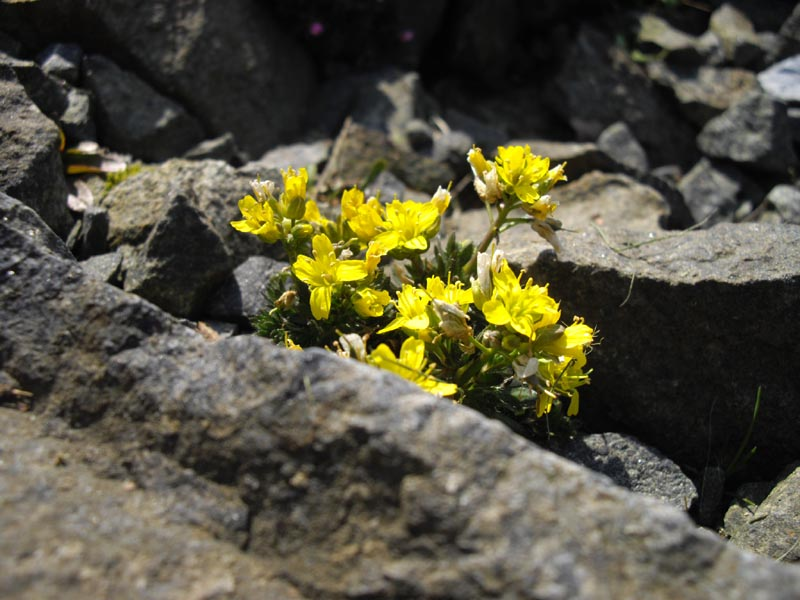
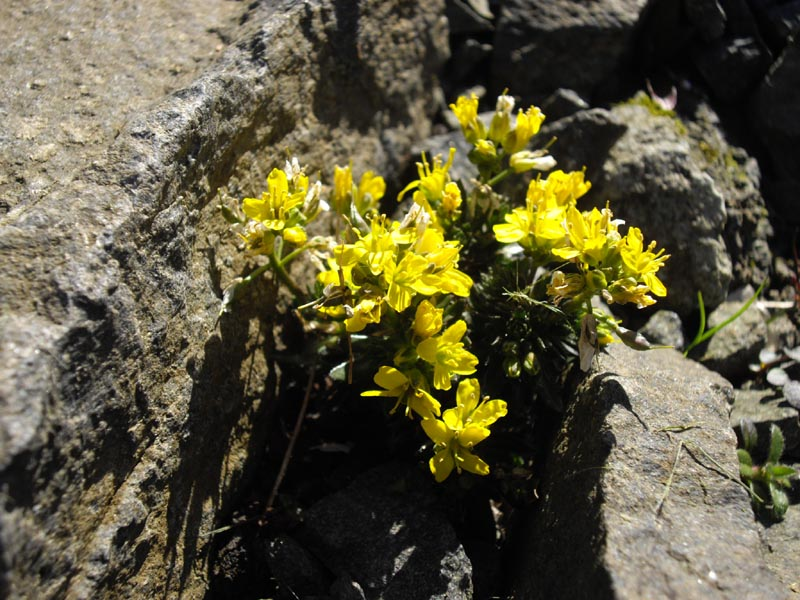
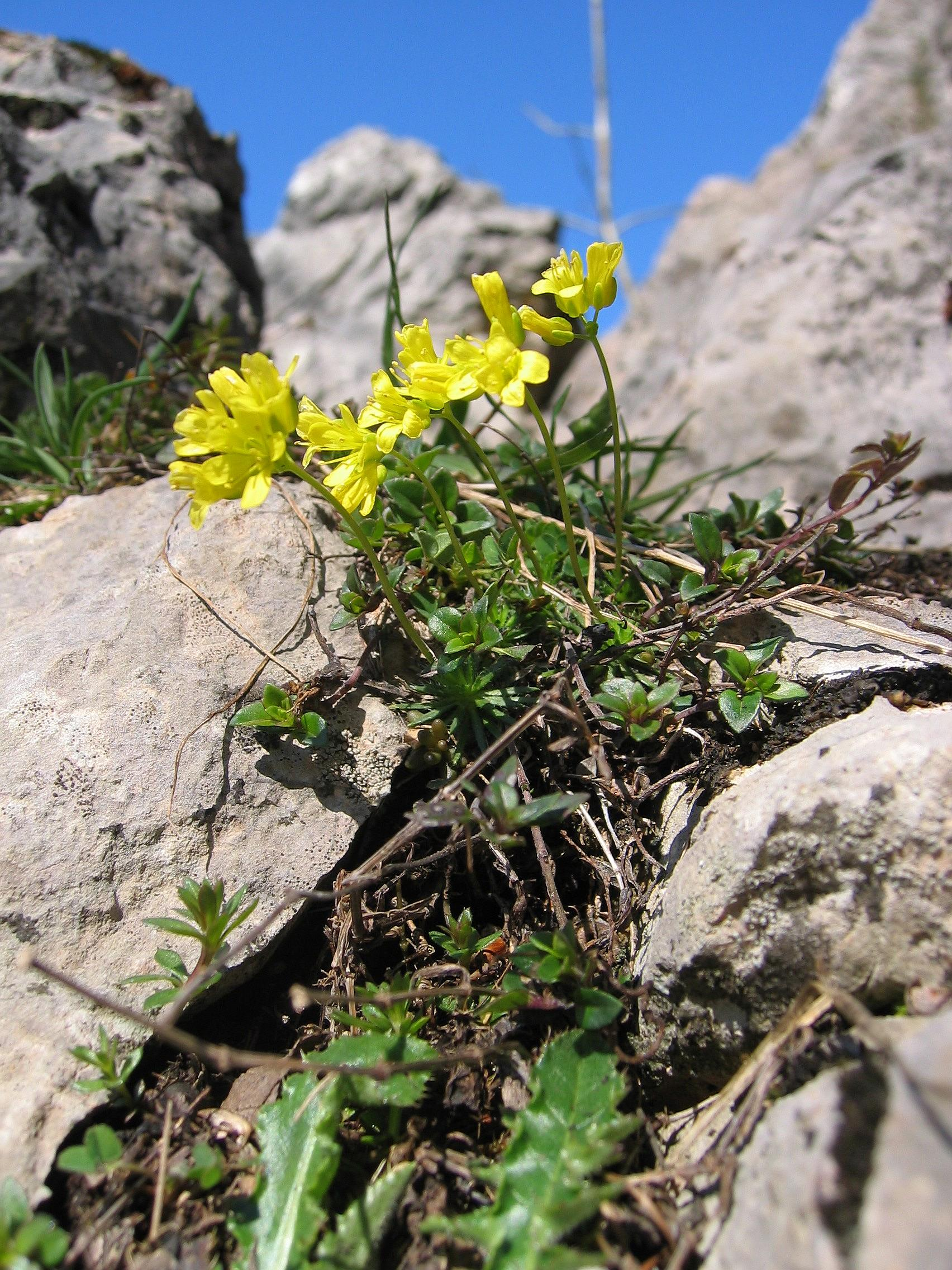